# ایکینجی ینی‌یول
ایکینجی ینی‌یول (به لاتین: İkinci Yeniyol) یک منطقه مسکونی در جمهوری آذربایجان است که در شهرستان اسماعیل‌لی واقع شده است. این روستا ۱۱۷ نفر جمعیت دارد.